# Slow Shark Records
Slow Shark Records er et dansk pladeselskab, der bl.a. udgiver CODY, The Holiday Show, Maborosi, Jacob Faurholt Girls in Hawaii, South m.fl i Danmark. Slow Shark Records er etableret i 2006. 

## Eksterne links
- Slow Shark Records hjemmeside. Arkiveret 10. februar 2014 hos  Wayback Machine